# Searchin' for a Rainbow
| Recensione              | Giudizio     |
| ----------------------- | ------------ |
| AllMusic                | [ 1 ]        |
| Sputnikmusic            | 4.6 (Superb) |
| Dizionario del Pop-Rock | [ 3 ]        |
| 24.000 dischi           | [ 4 ]        |

Searchin' for a Rainbow è un album della The Marshall Tucker Band, pubblicato dalla Capricorn Records nell'agosto del 1975.

## Tracce
Lato A
1. Fire on the Mountain – 3:53 (George McCorkle)
2. Searchin' for a Rainbow – 3:48 (Toy Caldwell)
3. Walkin' and Talkin' – 2:25 (Toy Caldwell)
4. Virginia – 4:54 (Toy Caldwell)

Durata totale: 15:00
Lato B
1. Bob Away My Blues – 2:42 (Toy Caldwell)
2. Keeps Me from All Wrong – 4:13 (Tommy Caldwell)
3. Bound and Determined – 4:20 (Toy Caldwell)
4. Can't You See (Live) – 6:25 (Toy Caldwell)

Durata totale: 17:40
Edizione CD del 2004, pubblicato dalla Shout! Factory Records (DK 30285)
1. Fire on the Mountain – 3:56 (George McCorkle)
2. Searchin for a Rainbow – 3:51 (Toy Caldwell)
3. Walkin' and Talkin' – 2:30 (Toy Caldwell)
4. Virginia – 4:54 (Toy Caldwell)
5. Bob Away My Blues – 2:46 (Toy Caldwell)
6. Keeps Me from All Wrong – 4:16 (Tommy Caldwell)
7. Bound and Determined – 4:24 (Toy Caldwell)
8. Can't You See (Live) – 6:30 (Toy Caldwell)
9. It Takes Time – 3:43 (Toy Caldwell) – Bonus Track - Live

Durata totale: 36:50
- Brano It Takes Time, registrato dal vivo nell'aprile del 1980 ad Ann Arbor, Michigan (Stati Uniti).

## Musicisti
- Toy Caldwell - voce, chitarra elettrica, chitarra acustica, chitarra steel
- George McCorkle - chitarra elettrica, chitarra acustica
- Doug Gray - voce, percussioni
- Jerry Eubanks - sassofoni, flauto, accompagnamento vocale
- Tommy Caldwell - voce, basso
- Paul Riddle - batteria

Ospiti
- Richard Betts - chitarra solista (brano: Searchin' for a Rainbow)
- Paul Hornsby - pianoforte, organo
- Charlie Daniels - fiddle
- Chuck Leavell - pianoforte elettrico
- Jerome Joseph (Jaimoe) - congas
- Al McDonald - mandolino
- Leo LaBranche - tromba, arrangiamenti sezione strumenti a fiato